# 羅斯基勒郡
羅斯基勒郡（丹麥語：Roskilde Amt）是丹麥東部的郡，位於西蘭島的東部。2007年1月1日被併入西蘭大區。